# Olga Romaśko
Olga Władimirowna Romaśko (ros. Ольга Владимировна Ромасько, ur. 18 kwietnia 1968 w Borodino) – rosyjska biathlonistka, wicemistrzyni olimpijska i pięciokrotna medalistka mistrzostw świata.

## Kariera
W Pucharze Świata zadebiutowała 11 stycznia 1996 roku w Anterselvie, zajmując 51. miejsce w biegu indywidualnym. Pierwsze punkty wywalczyła dwa dni później w tej samej miejscowości, kiedy zajęła trzynaste miejsce w sprincie. Pierwszy raz na podium zawodów pucharowych stanęła 8 lutego 1996 roku w Ruhpolding, wygrywając rywalizację w sprincie. W kolejnych startach jeszcze sześć razy stawała na podium, odnosząc przy tym kolejne trzy zwycięstwa: 1 lutego 1997 roku w Osrblie i 8 marca 1997 roku w Nagano wygrywała sprinty, a 15 stycznia 1996 roku w Anterselvie triumfowała w biegu indywidualnym. Ostatnie zwycięstwo było jednocześnie jej ostatnim indywidualnym podium w zawodach pucharowych. Najlepsze wyniki osiągnęła w sezonie 1996/1997, kiedy była szósta w klasyfikacji generalnej i trzecia w klasyfikacji sprintu.
Na mistrzostwach świata w Ruhpolding w 1996 roku zdobyła złoty medal w sprincie, wyprzedzając Ann-Elen Skjelbreid z Norwegii i Szwedkę Magdalenę Forsberg. Została tym samym pierwszą reprezentantką Rosji, która została mistrzynią świata w tej konkurencji. W tym samym roku zdobyła też złoty medal w sztafecie podczas mistrzostw Europy w Ridnaun. Na rozgrywanych rok później mistrzostwach świata w Osrblie obroniła tytuł wywalczony w sprincie. W biegu pościgowym była trzecia, ulegając Forsberg i Ołenie Zubryłowej z Ukrainy. Ponadto wspólnie z koleżankami z reprezentacji była druga w biegu drużynowym i trzecia w sztafecie.
W 1998 roku wystąpiła na igrzyskach olimpijskich w Nagano, gdzie reprezentacja Rosji w składzie: Olga Mielnik, Albina Achatowa, Olga Romaśko i Galina Kuklewa zdobyła srebrny medal. Zajęła tam również 33. miejsce w biegu indywidualnym i 27. w sprincie. W tym samym roku razem z Anną Wołkową, Swietłaną Iszmuratową i Albiną Achatową zdobyła złoty medal podczas mistrzostw świata w Pokljuce/Hochfilzen. Następnie wywalczyła srebrny medal na mistrzostwach świata w Oslo/Kontiolahti w 1999 roku. Zdobyła też srebro w biegu indywidualnym na mistrzostwach Europy w Zakopanem (2000), w sztafecie na mistrzostwach Europy w Haute Maurienne (2001) oraz srebro w sztafecie i brąz w biegu pościgowym podczas mistrzostw Europy w Kontiolahti (2002).
W 1998 roku została odznaczona Medalem Orderu „Za zasługi dla Ojczyzny”.

## Osiągnięcia

### Igrzyska olimpijskie
| Rok  | Miejscowość | Konkurencje | Konkurencje | Konkurencje | Konkurencje | Konkurencje | Konkurencje | Konkurencje |
| Rok  | Miejscowość | IN          | SP          | PU          | MS          | RL          | MR          | SR          |
| ---- | ----------- | ----------- | ----------- | ----------- | ----------- | ----------- | ----------- | ----------- |
| 1998 | Nagano      | 33.         | 27.         | nd.         | nd.         | 2.          | nd.         | –           |

### Mistrzostwa świata
| Rok  | Miejscowość         | Konkurencje | Konkurencje | Konkurencje | Konkurencje | Konkurencje | Konkurencje | Konkurencje |
| Rok  | Miejscowość         | IN          | SP          | PU          | MS          | RL          | MR          | SR          |
| ---- | ------------------- | ----------- | ----------- | ----------- | ----------- | ----------- | ----------- | ----------- |
| 1996 | Ruhpolding          | –           | 1.          | nd.         | nd.         | 5.          | nd.         | –           |
| 1997 | Osrblie             | –           | 1.          | 3.          | nd.         | 3.          | nd.         | –           |
| 1998 | Pokljuka/Hochfilzen | nd.         | nd.         | 16.         | nd.         | nd.         | nd.         | –           |
| 1999 | Oslo/Kontiolahti    | 7.          | –           | –           | –           | 2.          | nd.         | –           |

### Puchar Świata

#### Miejsca w klasyfikacji generalnej
| Sezon     | Miejsce |
| --------- | ------- |
| 1995/1996 | 17.     |
| 1996/1997 | 6.      |
| 1997/1998 | 25.     |
| 1998/1999 | 28.     |
| 1999/2000 | 48.     |

#### Miejsca na podium chronologicznie
| Lp. | Dzień       | Rok  | Miejscowość | Konkurencja                | Lokata | Pudła   | Czas biegu | Strata  | Zwycięzca          |
| --- | ----------- | ---- | ----------- | -------------------------- | ------ | ------- | ---------- | ------- | ------------------ |
| 1.  | 8 lutego    | 1996 | Ruhpolding  | Sprint na 7,5 km           | 1.     | 0+0     | 22:30,5    | –       | –                  |
| 2.  | 14 grudnia  | 1996 | Oslo        | Bieg indywidualny na 15 km | 3.     | 0+0+0+3 | 54:46,5    | +1:12,1 | Uschi Disl         |
| 3.  | 11 stycznia | 1997 | Ruhpolding  | Sprint na 7,5 km           | 3.     | 0+1     | 23:08,1    | +8,6    | Petra Behle        |
| 4.  | 1 lutego    | 1997 | Osrblie     | Sprint na 7,5 km           | 1.     | 1+0     | 21:16,8    | –       | –                  |
| 5.  | 2 lutego    | 1997 | Osrblie     | Bieg pościgowy na 10 km    | 2.     | 0+0+0+1 | 33:16,1    | +18,4   | Magdalena Forsberg |
| 6.  | 8 marca     | 1997 | Nagano      | Sprint na 7,5 km           | 1.     | 0+0     | 22:37,5    | –       | –                  |
| 7.  | 15 stycznia | 1996 | Anterselva  | Bieg indywidualny na 15 km | 1.     | 0+0+0+1 | 45:52,3    | –       | –                  |